# Адар (район Хайфы)

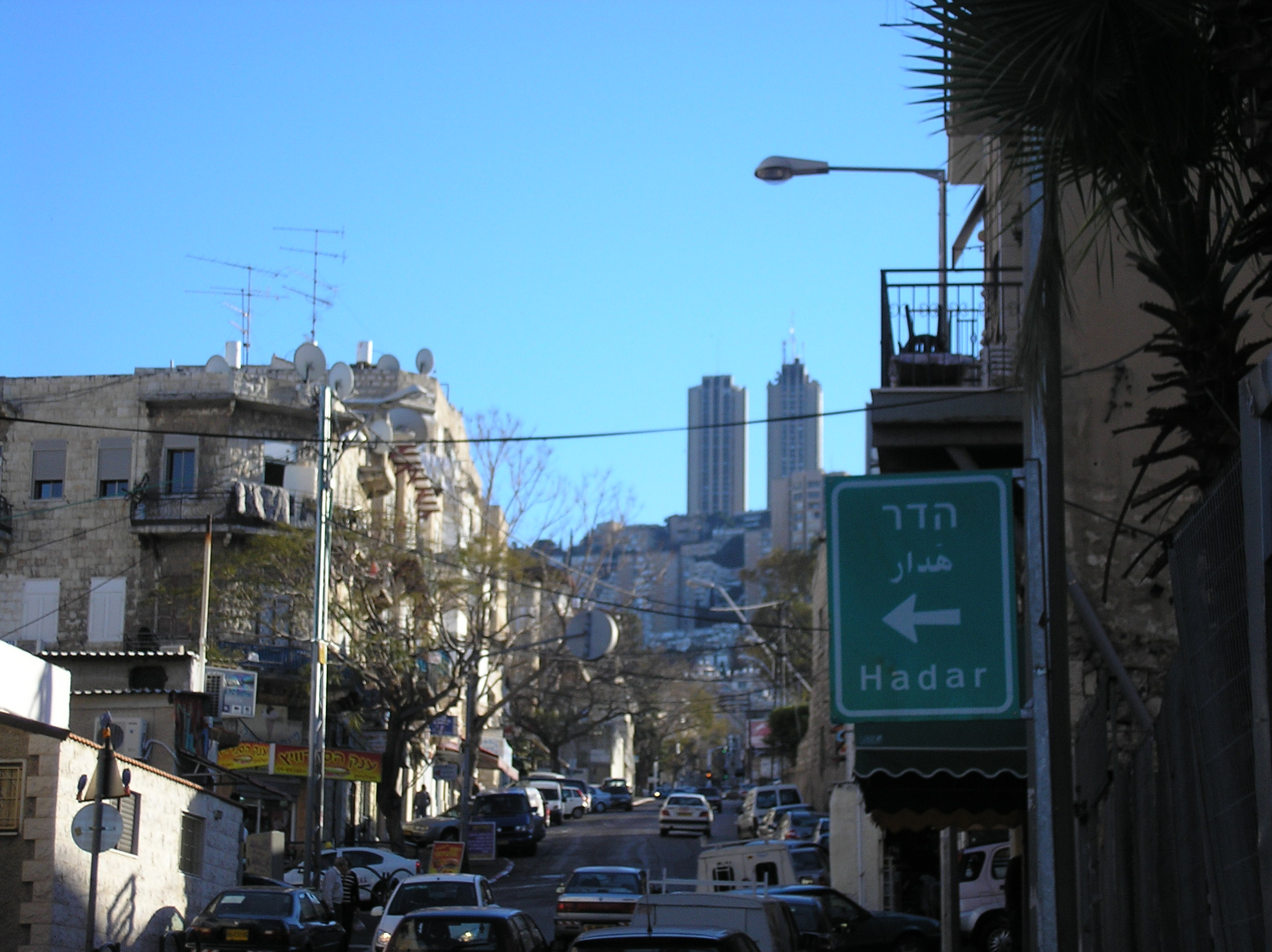
Проспект Сионизма («а-Ционут»), спускающийся к Адару мимо усыпальницы Баба

Адар (Хадар; ивр. הדר‎) — первый еврейский квартал Хайфы, располагается на плато между расположенным на вершине горы Кармель районом Центр Кармеля и Нижним Городом. Название, по общепринятой версии, происходит от ивритского слова «неhедар» (נהדר) — «прекрасный».
Как и в случае с районом «Кармель», под общим названием «Адар» скрываются несколько районов: Нижний Адар, Центральный Адар и Верхний Адар. Нижний Адар граничит с Нижним Городом, Верхний — с Кармелем.
С северо-запада Адар ограничивается районом арабов-христиан Вади Ниснас, а с востока — рекой аГиборим и районом религиозных иудеев Рамат Вижниц. Оба эти района часто включаются в Адар, как в повседневной речи, так и административно, однако разительно отличаются от Адара по составу населения, поэтому вынесены в отдельные описания.

## История развития района
Адар —  квартал Хайфы, построенный за пределами Нижнего города.
Строительство района начато с застройки Центрального Адара в 1909 году. Специально приглашённый из Германии архитектор Кауфман разработал проект городского квартала с большим количеством парков и скверов. План квартала, названного «Шхунат Герцлия» (שכונת הרצליה) в честь Теодора Герцля, предусматривал возведение нескольких параллельных улиц, оканчивавшихся у двух больших парков — ныне «Парк Памяти», расположенный рядом со зданиями мэрии и призывным пунктом, и «Парк Биньямина», расположенный у здания городского театра.
Застройка квартала, ныне известного как «Центральный Адар», была делом дорогостоящим и очень хлопотным. В 1912 году, спустя 3 года после получения разрешения на строительство, в квартале было всего 12 домов, так как существовало множество проблем с покупкой земли. Однако то, что было выстроено, сильно отличалось от единственного на тот момент соседнего поселения — Нижнего города. Дома строились в популярном тогда стиле эклектика, с большим количеством вычурных архитектурных излишеств, и из-за резкого контраста с окружающими их голыми склонами их называли «дворцами в пустыне». До наших времён сохранилось только одно здание, построенное в те годы — двухэтажный особняк во дворе дома № 19 по ул. Шабтай-Леви.
В настоящее время рассматриваются проекты комплексной реконструкции Адара.

## Технион

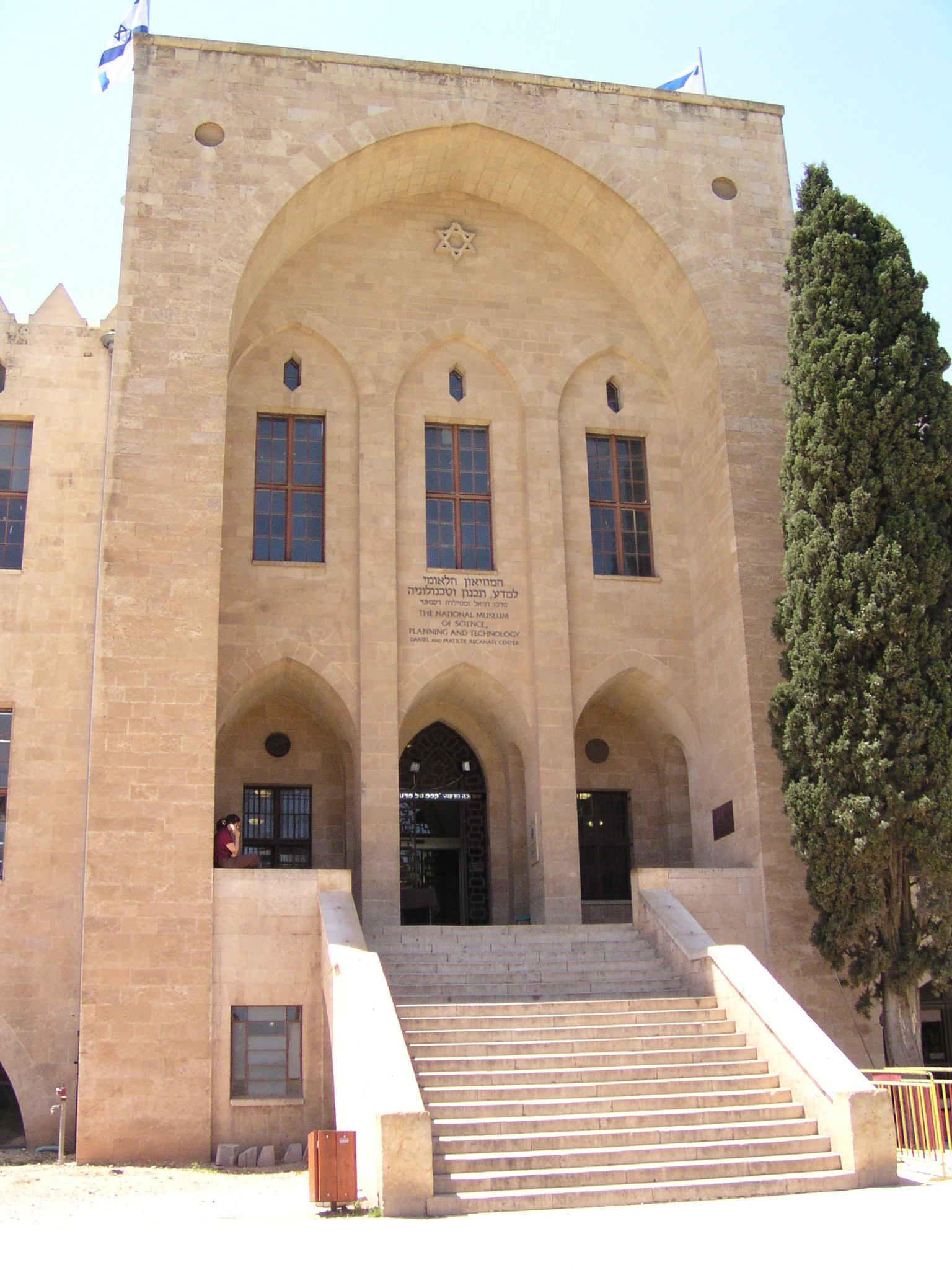
Центральный вход в старое здание «Техниона», Адар, Хайфа.

В том же 1912 году был заложен комплекс еврейского технологического института — «Техникума» (ныне «Технион»). Проект комплекса разработан немецким архитектором доктором А. Бервальдом. В комплекс, помимо главного здания, входили здания реального училища (планировавшегося как центр подготовки абитуриентов) и интерната для студентов. Покупка земли для комплекса была произведена Национальным Фондом ещё в 1907 году, финансирование строительства проводилась американским банкиром Дж. Шиффом и наследниками знаменитого российского чайного магната К. Высоцкого. Строительство завершилось в 1913-м году. В том же 1913-м году под управлением доктора философии Артура Бирама начались занятия в здании реального училища. Вследствие Войны языков, обучение в «Техникуме», переименованном в «Технион», началось только в 1924-м году, до того момента главное здание использовалось как госпиталь. В 1953 году Технион переехал в новый кампус в районе Неве-Шеанан, а в 1984 году в старом здании Техниона на Адаре был открыт Израильский национальный музей науки, технологий и космоса им. Матильды и Даниеля Реканати, c 2006 года носящий название «МадаТек».

## Основные достопримечательности района Адар

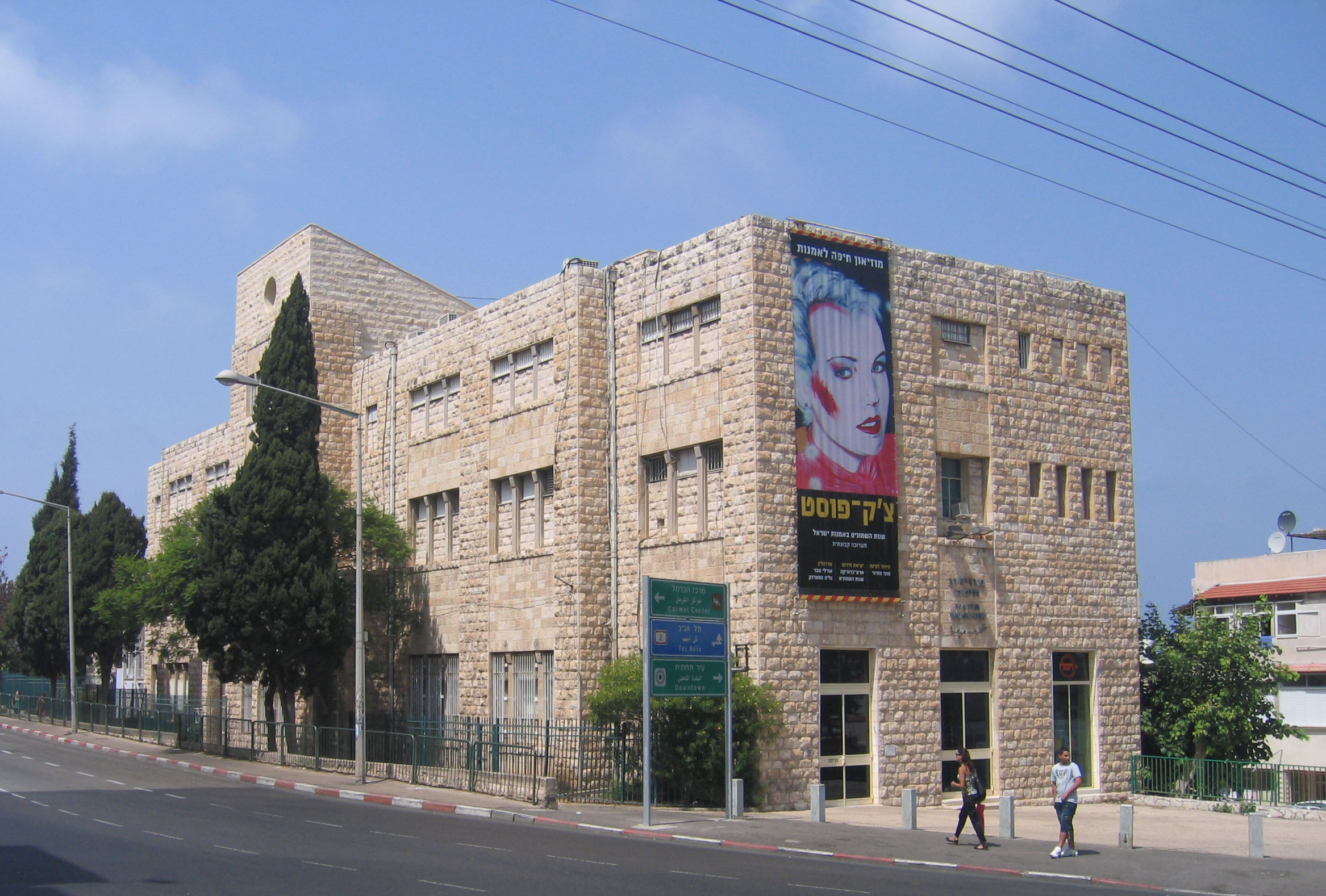
Хайфский музей искусств

- Все станции хайфского метро «Кармелит», кроме самой нижней и самой верхней.
- Хайфский театр (ивр.).
- Хайфский музей искусств.
- Мэрия Хайфы.
- Старое здание Технологического Института Израиля — Техниона.
- Национальный музей науки, технологии и космонавтики «Мадатек» (недоступная ссылка) (До 2006 года «Технода» (англ.)) (расположен в старом здании Техниона).
- Храм Бахаи — мавзолей предтечи основателя религии Бахаи Баба.
- Средние террасы бахайских садов, разбитых вокруг храма, и здания центра религии бахаи (доступ ограничен).
- Сад скульптур.
- Медицинский центр «Бней Цион» (ивр. בני ציון‎) — «Сыны Сиона». Одна из старейших в Израиле и первая в Хайфе государственная больница. Созданию больницы очень помог барон Эдмон де Ротшильд, поэтому до переименования в честь организации «Бней Цион», оплатившей реконструкцию и модернизацию, она носила имя «Ротшильд».
- Центральная синагога Хайфы.
- Центр еврейско-арабской дружбы.
- Пешеходный бульвар «Но́рдау».
- Продуктовый рынок «Тальпийо́т».
- Центральный почтамт.
- Торговый центр «Башня Пророков» (ныне, в связи с перемещением центров деловой жизни, практически пустует).
- Арабский театр «Аль-Мидас».